# Malysh Mountain
Malysh Mountain är ett berg i Antarktis. Det ligger i Östantarktis. Norge gör anspråk på området. Toppen på Malysh Mountain är 2 640 meter över havet, eller 106 meter över den omgivande terrängen. Bredden vid basen är 0,90 km.
Terrängen runt Malysh Mountain är platt åt sydväst, men åt nordost är den kuperad. Trakten är obefolkad. Det finns inga samhällen i närheten.